# Карл Коллер (футболіст)
- Існують інші особи з аналогічним прізвищем і ім'ям — Карл Коллер

Карл Коллер (нім. Karl Koller, нар. 8 лютого 1929, Матцендорф-Хеллес — пом. 24 січня 2009, Баден) — австрійський футболіст, півзахисник. По закінченні ігрової кар'єри — футбольний тренер.
Як гравець відомий виступами за клуб «Ферст Вієнна», в якому провів всю свою ігрову кар'єру, а також за національну збірну Австрії.
За опитуванням IFFHS посідає 70-е місце серед найкращих гравців XX століття в Європі. Найкращий гравець клубу «Ферст Вієнна» в історії команди.

## Клубна кар'єра
У дорослому футболі дебютував 1949 року виступами за команду «Ферст Вієнна», кольори якої і захищав протягом усієї своєї кар'єри гравця, що тривала цілих вісімнадцять років. Більшість часу, проведеного у складі «Ферст Вієнна», був основним гравцем команди.

## Виступи за збірну
15 березня 1952 року дебютував в офіційних матчах у складі національної збірної Австрії в товариській грі проти збірної Бельгії.
У складі збірної був учасником чемпіонату світу 1954 року у Швейцарії, на якому команда здобула бронзові нагороди, та чемпіонату світу 1958 року у Швеції.
Протягом кар'єри у національній команді, яка тривала 14 років, провів у формі головної команди країни 86 матчів, забивши 5 голів.

## Кар'єра тренера
Розпочав тренерську кар'єру невдовзі по завершенні кар'єри гравця, 1967 року, очоливши тренерський штаб клубу «Вінер-Нойштадтер». З січня по червень 1968 року тренував рідний клуб «Ферст Вієнна».

## Післяфутбольне життя
Після завершення футбольної кар'єри, Коллер почав готельний бізнес, володіючи готелем в Блумау-Нойрісхоф на 2000 місць. 24 січня 2009 року на 80-му році життя помер після тривалої боротьби з хворобою Альцгеймера.

## Титули і досягнення
- Володар Кубка Австрії (1):

«Ферст Вієнна»: 1961
- Бронзовий призер чемпіонату світу: 1954